# Hertha Richter-Appelt

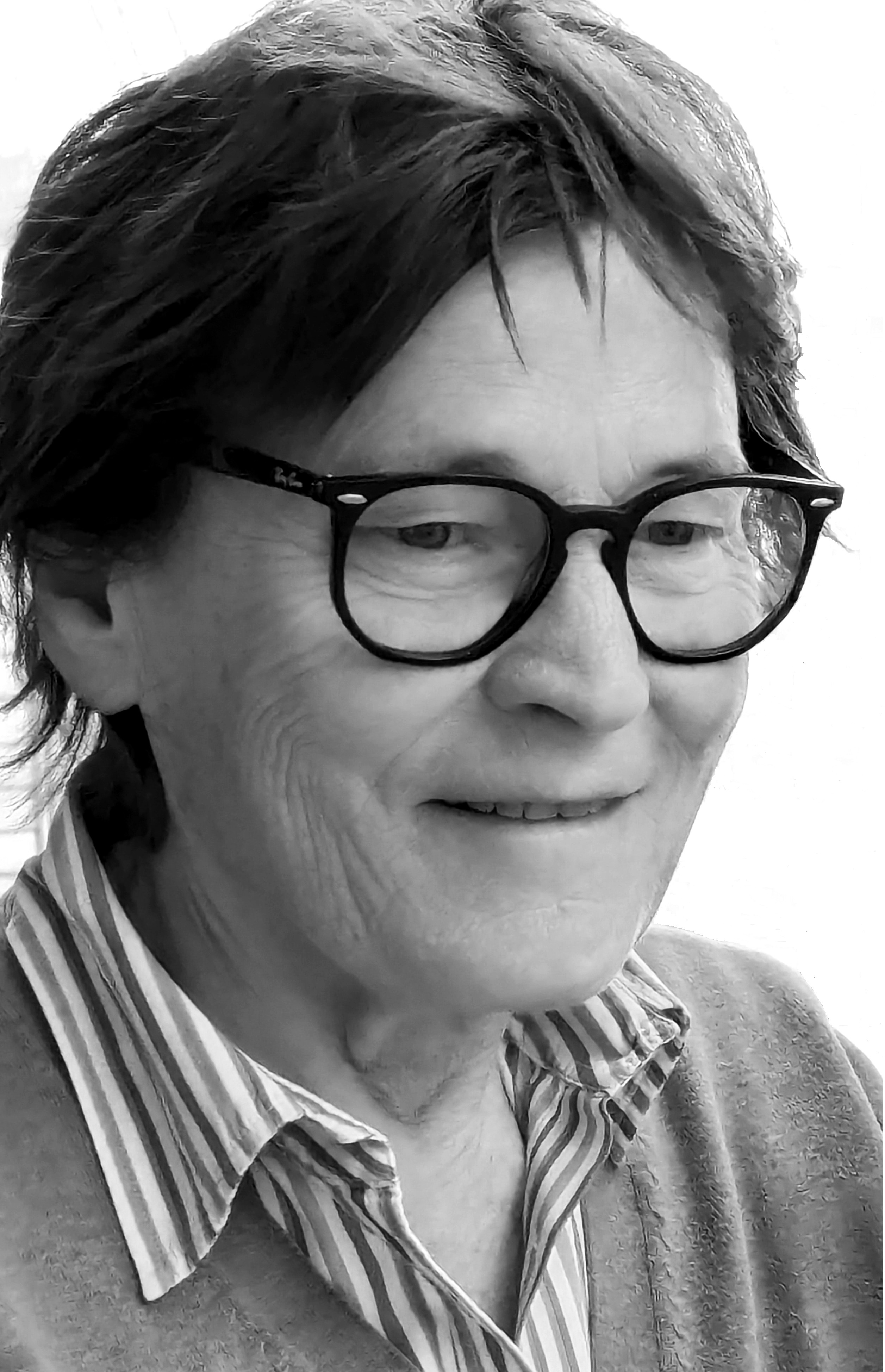
Hertha Richter-Appelt (2024)

Hertha Richter-Appelt (* 1949 in Graz) ist eine Psychologin, Psychologische Psychotherapeutin, Psychoanalytikerin und Sexualforscherin. Bis Ende 2014 war sie stellvertretende Direktorin des Instituts für Sexualforschung und Forensische Psychiatrie am Universitätsklinikum Hamburg-Eppendorf und Gleichstellungsbeauftragte der Medizinischen Fakultät Hamburg-Eppendorf. Von 2000 bis 2003 war sie Vorsitzende der Deutschen Gesellschaft für Sexualforschung und von 2008 bis 2018 Mitglied im Wissenschaftlichen Beirat Psychotherapie der Bundespsychotherapeutenkammer und der Bundesärztekammer.

## Werdegang und berufliches Schaffen
Richter-Appelt studierte von 1967 bis 1973 Psychologie und Statistik an der Universität Wien und wurde dort 1973 promoviert. Anschließend war sie bis 1975 Stipendiatin und wissenschaftliche Mitarbeiterin für quantitative Methodik am Psychologischen Institut der Universität Bern, von 1975 bis 1976 bildete sie sich als Post-doc-Stipendiatin am Middlesex Hospital in London in Verhaltenstherapie weiter. Anschließend ging sie von 1976 bis 1978 als wissenschaftliche Angestellte für klinische Psychologie an die Universität Konstanz, bevor sie 1979 an das Institut für Sexualforschung und Forensische Psychiatrie nach Hamburg wechselte.
Dort leitete sie von 1981 bis 1987 im Rahmen des Sonderforschungsbereichs 115 (Psychosomatische Medizin, Klinische Psychologie und Psychotherapie) ein Projekt zur „Psychoendokrinologie weiblicher Sexualität“ unter Mitarbeit von Bernhard Strauß, habilitierte 1989 in klinischer Psychologie mit Arbeiten zur Psychoendokrinologischen Gynäkologie und erhielt die Venia legendi. Ab 1989 forschte Richter-Appelt, von der DFG gefördert, zu Sexuellen Traumatisierungen bzw. sexuellem Missbrauch in der Kindheit. 1991 schloss Richter-Appelt ihre psychoanalytische Weiterbildung bei der Deutschen Psychoanalytischen Vereinigung (DPV) ab, wurde 1997 zur außerplanmäßigen Professorin am Fachbereich Medizin der Universität Hamburg ernannt und erhielt 1999 ihre Approbation zur Psychologischen Psychotherapeutin. In den 2000er Jahren lag der Schwerpunkt ihrer Forschung auf Intersexualität, Geschlechtsidentität und Geschlechterrollen. Sie leitete von 2002 bis 2007 eine zunächst von der DFG im Rahmen der klinischen Forschergruppe 111 (Vom Gen zur Geschlechtsidentität) und anschließend durch die Hamburger Stiftung für Wissenschaft und Kultur geförderte Untersuchung von Adoleszenten mit verschiedenen Formen der Intersexualität. Zwischen 2008 und 2012 leitete sie ein Forschungsprojekt zu Androgenen, Lebensqualität und Weiblichkeit, gefördert durch die Else Kröner-Fresenius-Stiftung.
Mehr als zehn Jahre lang war Richter-Appelt von 1997 bis 2009 am Fachbereich Medizin der Universität Hamburg stellvertretende Frauenbeauftragte/Gleichstellungsbeauftragte und erhielt während dieser Zeit und in dieser Funktion den Frauenförderpreis der Universität. 2009 wurde sie Gleichstellungsbeauftragte der Medizinischen Fakultät und blieb in dieser Funktion, bis sie 2015 in den Ruhestand ging. In dieser Zeit erhielt sie ein weiteres Mal den Frauenförderpreis der Universität Hamburg. In der Deutschen Gesellschaft für Sexualforschung (DGfS) übernahm sie mehrfach Verantwortung. Von 1997 bis zum Jahr 2000 war sie dort Geschäftsführerin, danach bis 2019 erste bzw. zweite Vorsitzende. Für die Region Hamburg war Richter-Appelt bis 2018 Vorsitzende des Fort- und Weiterbildungsausschusses der DGfS und Vorsitzende des Ethikausschusses der Psychotherapeutenkammer Hamburg. Seit 2000 ist sie als  Dozentin, Supervisorin und Selbsterfahrungsleiterin am Institut für Psychotherapie des Universitätsklinikums Hamburg-Eppendorf tätig. Von 2015 bis 2019 war sie Lehrbeauftragte für Klinische Psychologie am Fachbereich Psychologie und Sportwissenschaften an der Universität Innsbruck.

## Privates
Urgroßvater: Heinrich Prade, Vater: Heinrich Appelt, Schwester: Erna Appelt. Hertha Richter-Appelt ist verheiratet mit Rainer Richter, mit dem sie zwei Söhne hat.

## Mitgliedschaften
- Mitglied in der Deutschen Gesellschaft für Psychologie (Fachgruppe Klinische Psychologie)
- Mitglied im Deutschen Kollegium für Psychosomatische Medizin
- Mitglied in der Deutschen Gesellschaft für Psychosomatische Gynäkologie
- Mitglied in der Deutschen Psychoanalytischen Vereinigung (DPV)
- Mitglied der International Academy for Sex Research
- Mitglied in der Deutschen Gesellschaft für Sexualforschung (DGfS)

## Auszeichnungen
- 2004 Frauenförderpreis der Universität Hamburg[1]
- 2011 Frauenförderpreis der Universität Hamburg[4]

## Publikationen
(Auswahl von Buchpublikationen, außerdem zahlreiche Publikationen in Fachzeitschriften)
- Hertha Richter-Appelt, Bernhard Strauß: Ergebnisse einzelfallstatistischer Untersuchungen in Psychosomatik und klinischer Psychologie. Springer, Berlin u. a. 1985, ISBN 3-540-13512-X.
- Friedemann Pfäfflin, Hertha Richter-Appelt, Michael Krausz, Michael Mohr (Hrsg.): Der Mensch in der Psychiatrie. Für Jan Gross. Springer, Berlin u. a. 1988, ISBN 3-642-74102-9.
- Hertha Richter-Appelt, Bernhard Strauß (Hrsg.): Psychoendokrinologische Gynäkologie: Ergebnisse und Perspektiven. Enke-Verlag, 1988, ISBN 3-432-97291-1.
- Heribert Kentenich, H. Kentenich, Hertha Richter-Appelt (Hrsg.): Psychosomatische Gynäkologie und Geburtshilfe. Psychosozial-Verlag, Gießen 1995, ISBN 3-930096-46-3.
- Hertha Richter-Appelt (Hrsg.): Verführung – Trauma – Mißbrauch 1896–1996 (= Beiträge zur Sexualforschung – Sonderband). Psychosozial-Verlag, Gießen 2002, ISBN 3-89806-192-2.
- Hertha Richter-Appelt, Andreas Hill (Hrsg.): Geschlecht zwischen Spiel und Zwang (= Beiträge zur Sexualforschung. Band 81). Psychosozial-Verlag, Gießen 2004, ISBN 3-89806-362-3.
- Almut Dorn, Dorothee Kimmich-Laux, Hertha Richter-Appelt u. a. (Hrsg.): Die Psyche im Spiegel der Hormone. Mabuse-Verlag, Frankfurt am Main, 3863210174.
- Katinka Schweizer, Hertha Richter-Appelt (Hrsg.): Intersexualität kontrovers: Grundlagen, Erfahrungen, Positionen. Psychosozial-Verlag, Gießen 2012, ISBN 978-3-8379-2188-5.
- Hertha Richter-Appelt, Timo O. Nieder (Hrsg.): Transgender-Gesundheitsversorgung. Eine kommentierte Herausgabew der Standards of care der World Professional Association for Transgender Health (= Beiträge zur Sexualforschug. Band 98). Dt. Erstausgabe. Psychosozial-Verlag, Gießen 2014, ISBN 978-3-8379-2424-4 (englisch: Standards of care for the health of transsexual, transgender, and gendernonconforming people.) Übersetzt von Hertha Richter-Appelt u. Timo O. Nieder.
- Hertha Richter-Appelt: Sexualwissenschaft und Geschlecht - ein persönlicher Rückblick nach 40 Jahren. In Peer Briken (Hrsg.): Perspektiven der Sexualforschung. Psychosozial-Verlag, Gießen 2019, ISBN 978-3-8379-2918-8.